# Miedzianowo
Miedzianowo – wieś w Polsce położona w województwie podlaskim, w powiecie sokólskim, w gminie Dąbrowa Białostocka.
W latach 1975–1998 miejscowość administracyjnie należała do województwa białostockiego.
Wierni kościoła rzymskokatolickiego należą do parafii św. Stanisława w Dąbrowie Białostockiej.